# Liga von Peja
Die Liga von Peja (albanisch Lidhja e Pejës) war eine Vereinigung kosovo-albanischer nationalistischer Intellektueller, Politiker und islamischer Geistlicher in Peja im Vilâyet Kosovo. Sie fand im Januar 1889 statt und wurde von über 400 Delegierten begleitet. Den Vorsitz der Liga hatte Haxhi Mulla Zeka. Die Auflösung fand im Mai 1900 statt.
Die Liga entstand, nachdem es im Kosovo 1885 zu zahlreichen Revolten gekommen war, die gegen die auferlegten Steuern und die Registrierung der Bevölkerung gerichtet waren. Sie verstand sich als Nachfolgerin der Liga von Prizren, die 1878 gegründet und 1881 gewaltsam durch die osmanische Regierung aufgelöst worden war.
Die Liga von Peja war eine Widerstands- und Autonomiebewegung der albanischen Bevölkerung des Osmanischen Reiches. Die zwei Hauptströmungen der Liga waren die moderaten und die radikalen Anhänger. Erstere forderten vor allem kulturelle Reformen von der Hohen Pforte; Letztere setzten auf die Verwirklichung politischer Reformen und damit den Weg zu einer echten Autonomie der albanischen Siedlungsgebiete innerhalb des Reichs ebnen würden. Das Hauptziel der Versammlung war jedoch die Verteidigung des muslimischen Glaubens. 